# آرثر إل. نيوتن
آرثر إل. نيوتن (بالإنجليزية: Arthur L. Newton)‏ هو عداء مسافات طويلة أمريكي، ولد في 31 يناير 1883 في Upton, Massachusetts ‏ في الولايات المتحدة، وتوفي في 19 يوليو 1950 في ورسستر في الولايات المتحدة.

## وصلات خارجية
- آرثر إل. نيوتن على موقع اللجنة الأولمبية الدولية (الإنجليزية)
- آرثر إل. نيوتن على موقع أوليمبيديا (الإنجليزية)